# 2017년 리조트 월드 마닐라 공격
2017년 6월 2일 필리핀 파사이에 있는 리조트 월드 마닐라에서 괴한이 침입하여 총격 및 방화사건이 발생하였다. 용의자는 카지노칩을 훔치고 호텔 방에서 분신자살한 채로 발견되었다.
테러 공격으로 생각되었으나, 필리핀 경찰총장 로널드 델라 로사는 테러가 아닌 도박중독자에 의한 단순강도 사건이라고 밝혔다.